# 2718 Handley
2718 Handley eller 1951 OM är en asteroid i huvudbältet som upptäcktes den 30 juli 1951 av den sydafrikanske astronomen E. L. Johnson i Johannesburg. Den har fått sitt namn efter den brittiske komikern Tommy Handley.
Asteroiden har en diameter på ungefär 25 kilometer och den tillhör asteroidgruppen Themis.